# Roman Hoffstetter
Pour les articles homonymes, voir Hofstetter.
Roman Hoffstetter (né le 24 avril 1742, à Laudenbach – mort le 21 juin 1815, à Miltenberg-am-Main), parfois appelé Roman Hofstetter ou Romanus Hoffstetter, est un compositeur classique et moine bénédictin qui admirait Joseph Haydn au point d’en imiter le style.
Hoffstetter écrit : « tout ce qui coule de la plume de Haydn me semble si beau que tout reste imprimé dans ma mémoire, donc que je ne peux pas m'empêcher d'imiter comme je peux, quelque chose d'aussi bien. »

## Biographie

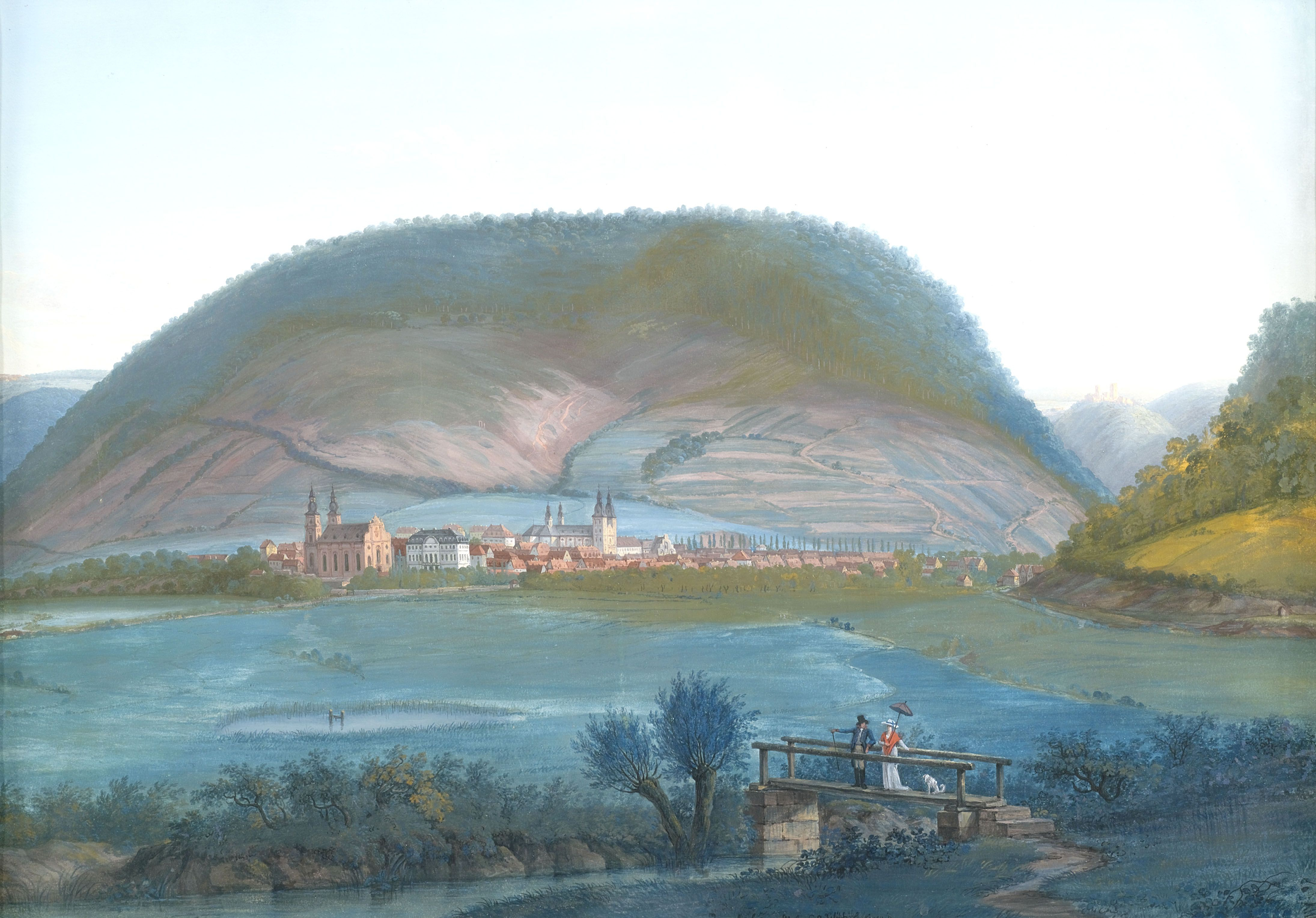
Amorbach vers 1800, par Christian Georg Schüz.

Hoffstetter naît à Laudenbach, près de Bad Mergentheim et Karlsruhe. On sait peu de sa formation initiale ou de sa vie, mais il est probable qu'il vient d'une famille de musiciens. Son frère jumeau, Johann Urban Alois Hoffstetter, est devenu directeur de la province de Franconie de l'ordre Teutonique et aussi compositeur à ses heures (dont sept symphonies).
Hoffstetter a prononcé ses vœux comme Pater Romanus au monastère bénédictin d'Amorbach le 5 juin 1763, et ordonné prêtre le 10 septembre 1766. Il prend vite la position de Regens chori (directeur du chœur), et a fonction d'organiste pasteur pour les petites églises de la région d'Odenwald, bien que sa position principale au monastère soit surveillant de la cuisine (Küchenmeister).

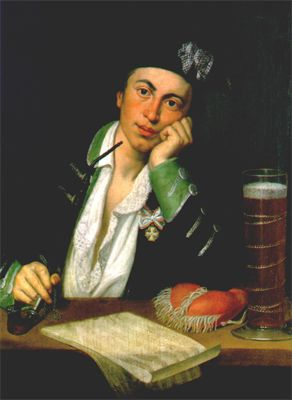
L’Ami de Hoffstetter, le compositeur Joseph Martin Kraus vers 1775.

La majorité des œuvres écrites pour Amorbach ont été perdues dans la dissolution de la bibliothèque du monastère par les forces françaises en 1803. À la suite de la sécularisation d'Amorbach, Hoffstetter a pris sa retraite  – presque complètement sourd et aveugle – pour Miltenberg-am-Main avec son abbé, Benedikt Kuelsheimer. Il meurt douze ans plus tard.
Hoffstetter est bien connu pour son amitié avec Joseph Martin Kraus (1756–1792), né dans les environs de Miltenberg-am-Main. Leur amitié commence dès 1774 et se poursuit après la nomination de Kraus comme compositeur de la cour au roi de Suède, Gustav III, et même après la mort de Kraus. Hoffstetter correspondait avec Kraus, et avec son premier biographe, le diplomate suédois Fredrik Samuel Silverstolpe (sv), qui l'a mis en relation avec son idole, Joseph Haydn. Neuf de ses lettres, écrites entre 1800 et 1802, sont préservées dans la collection Silverstolpe de la bibliothèque de l'Université d'Uppsala. Si son modèle pour le Divertimento a quattro était bien Haydn, il doit beaucoup de son inspiration musicale à Kraus.

## Œuvres
La musique de Hoffstetter a le mérite d'être mémorable, avec des thèmes clairs qui restent dans la mémoire et qui rendent facile à suivre les développements musicaux. Outre ses quatuors à cordes, publiés par groupe de six comme opus 1 (Amsterdam ca. 1770, sous le nom de Haydn à Londres 1774) et opus 2 (Mannheim, 1782) et deux ou trois autres restés manuscrits – qui tous ont été soigneusement étudiés, notamment par Reginald Barrett-Ayres, pour les distinguer clairement du style de Haydn – Hoffstetter a composé au moins dix messes (dont plusieurs sont conservés aux Archives de l'archidiocèse de Würzburg), ainsi qu'un certain nombre de petites œuvres de l'église, notamment un Miserere (perdu) écrit en collaboration avec Joseph Martin Kraus.

### Quatuors attribués à Haydn

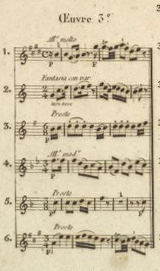
Détail de la page du catalogue de l'édition Pleyel (vers 1800), avec les incipit, des 6 quatuors à cordes, « opus 3 » de J. Haydn. L'ensemble est réattribué à Roman Hoffstetter depuis les années 1960.

En 1965, le musicologue Alan Tyson et H.C. Robbins Landon attribuent à Roman Hoffstetter, l'ensemble des six quatuors à cordes (Paris, Bailleux, 1777 comme Six Quatuors pour deux Violons, une Quinte et une Basse, composés par G. Hayden « œuvre XXVI ») longtemps admirés comme « opus 3 » (édition par souscription de Pleyel, c. 1800) de Haydn, y compris l’Andante cantabile du quatuor no 5 en fa majeur, connu comme « Sérénade de Haydn ». Ils « ont découvert les traces d’une inscription sur les parties séparées indiquant clairement qu’à l’origine, les planches d’imprimerie portaient une attribution au « Signor Hofstetter » » (Allan Badley). D'autres découvertes ont encore plus fortement établi la paternité de Hoffstetter, pour au moins les deux premiers des six quatuors.
Günther Zuntz (en), dans un essai publié en 1986, impute à Tyson et Landon des erreurs et préconise le maintien de l'attribution à Haydn, mais a été largement ignoré.

### Concertos réattribués à Kraus
Les trois concertos pour alto, dont l'un est en fait un double concerto pour alto et violoncelle, ont été publiés par Breitkopf en 1787 attribués à Roman Hoffstetter. Des copies manuscrites se trouvent en Suède, à la bibliothèque de l’Université de Lund. Des recherches récentes de Bertil van Boer ont déterminé que les œuvres ne sont pas de Hoffstetter, mais de Kraus ; ce que l'autographe de l'un d'eux, se trouvant à la Deutsche Staatsbibliothek, montre clairement – outre des citations de l’ouverture de Proserpine dans le double concerto.
Ces concertos sont l’un des meilleurs exemples de virtuosité pour l'alto, écrit au XVIIIe siècle (avec l’Italien Alessandro Rolla).

### Généraux
- (en) Hubert Unverricht, The New Grove Dictionary of Music and Musicians (édité par Stanley Sadie) : Hoffstetter, Roman, Londres, Macmillan, seconde édition, 29 vols. 2001, 25000 p. (ISBN 978-0-19-517067-2, lire en ligne)
- Marc Vignal, Dictionnaire de la musique, Paris, Larousse, 2005, 1516 p. (ISBN 2-03-505545-8, OCLC 896013420, lire en ligne), p. 816 (art. Quatuor à cordes).

### Sur les quatuors
- (en) Alan Tyson et H.C. Robbins Landon, « Who Composed Haydn's Op. 3? », Musical times, Londres, vol. 105, no 1457,‎ 1964, p. 506–507. (ISSN 0027-4666, OCLC 605066143, DOI 10.2307/949842, lire en ligne)
- (de) László Somfai (de), Zur Echtheitsfrage des Haydnschen op. 3. Haydn-Jahrbuch III, 1965.
- (en) László Somfai et autres, Problems of Authenticity: « Opus 3 », Haydn Studies, Washington, 1975, éd. J.P. Larsen, H. Serwer et J. Webster (New York, 1981), p. 95–106.
  - Contient : Alan Tyson, Bibliographical Observations on Bailleux's Edition, p. 95–98.
- (de) Hubert Unverricht, Romanus Hoffstetters Streichquartette, Gedenkschrift Hermann Beck, ed. H. Dechant & W. Sieber (Laaber, 1982), p. 107–110
- (de) Günther Zuntz, « Die Streichquartette op. 3 von Joseph Haydn », Die Musikforschung, vol. 39, no 3,‎ 1986, p. 217–239. (ISSN 0027-4801, OCLC 5543394500, lire en ligne)

### Sur les concertos
- (en) Marshall J. Fine, The viola concertos of Fr. Roman Hofstetter, OSB. A new edition based on the manuscripts found at the University of Lund. UMI Publications, Anna Arbor (Michigan), 1990